# Magnolia zenii
Espèce
Synonymes
- Magnolia  elliptilimba Y.W.Law & Z.Y.Gao
- Yulania  zenii (W.C.Cheng) D.L.Fu

Statut de conservation UICN

 CR D : 
En danger critique
Magnolia zenii est une espèce de plantes à fleurs de la famille des Magnoliacées. C'est un arbre endémique de Chine.

## Répartition et habitat
Cette espèce est endémique de Chine où elle est présente uniquement dans la province de Jiangsu.